# Merir
Merir o Melieli es una pequeña isla periférica del grupo de Islas Palaos, en el oeste del océano Pacífico. Sus coordenadas son 09°19′27″N 132°18′37″E / 9.32417, 132.31028.
La isla tiene una superficie de 0,90 km² y es muy larga y estrecha, pues se extiende aproximadamente 2,4 kilómetros de norte a sur, pero sólo aproximadamente 667 metros en su punto más ancho. En el año 2000 tenía tan sólo cinco habitantes, pero en la actualidad está deshabitada. En la parte noroeste de la isla se encuentra un pueblo abandonado que anteriormente albergaba una estación de radio.
Merir está cubierta con exuberantes árboles, se encuentra rodeada por una playa alrededor de la cual esta una laguna. Fuera de esto, el conjunto está rodeado por un arrecife de coral y el mar abierto. La villa principal se encuentra en el noroeste de la isla y cuenta con una estación de radio.
Junto con las islas de Sonsorol y Fanna, que están a 110 km hacia el noroeste, y la isla de Pulo Anna a 50 km de distancia, Merir forma el estado de Sonsorol en el República de Palaos. Tiene un centro de votación en las elecciones de la República.
El primer avistamiento registrado de Merir por parte de europeos fue durante la expedición misionera española comandada por el sargento mayor Francisco Padilla a bordo del patache Santísima Trinidad en noviembre de 1710.